# Kinetyka chemiczna
Kinetyka chemiczna – dział chemii fizycznej zajmujący się badaniem przebiegu reakcji chemicznej w czasie. Twórcą kinetyki chemicznej był Ludwig Ferdinand Wilhelmy.
Kinetyka zajmuje się badaniem szybkości reakcji, określeniem wpływu rozmaitych czynników na tę szybkość i ogólnie przebiegiem całej reakcji. Zbadanie danej reakcji od strony kinetycznej polega zazwyczaj na ustaleniu zależności szybkości powstawania produktów (i ubytku substratów) od początkowych stężeń substratów, temperatury, ciśnienia, rodzaju rozpuszczalnika, rodzaju i stężenia katalizatora itd. Uzyskane dane pozwalają na określenie postaci równania kinetycznego reakcji chemicznej i wyznaczenie wartości jego współczynników oraz mogą umożliwić poznanie mechanizmu reakcji.
Zazwyczaj badanie kinetyki reakcji nie jest potrzebne do preparatyki na skalę laboratoryjną, jest jednak konieczne gdy dana reakcja ma być stosowana przemysłowo.
Podstawowe pojęcia stosowane w kinetyce chemicznej:
- szybkość reakcji chemicznej
- stała szybkości reakcji
- równanie kinetyczne reakcji chemicznej
- rząd reakcji chemicznej
- mechanizmy reakcji chemicznych
- reakcja elementarna
- teoria stanu stacjonarnego
- kinetyczna kontrola reakcji chemicznej

Typy reakcji z punktu widzenia ich przebiegu kinetycznego:
- reakcja prosta
- reakcja złożona
- reakcja równoległa
- reakcja następcza
- reakcja łańcuchowa
- reakcja postępowa
- reakcja autokatalityczna